# Strebepfeiler

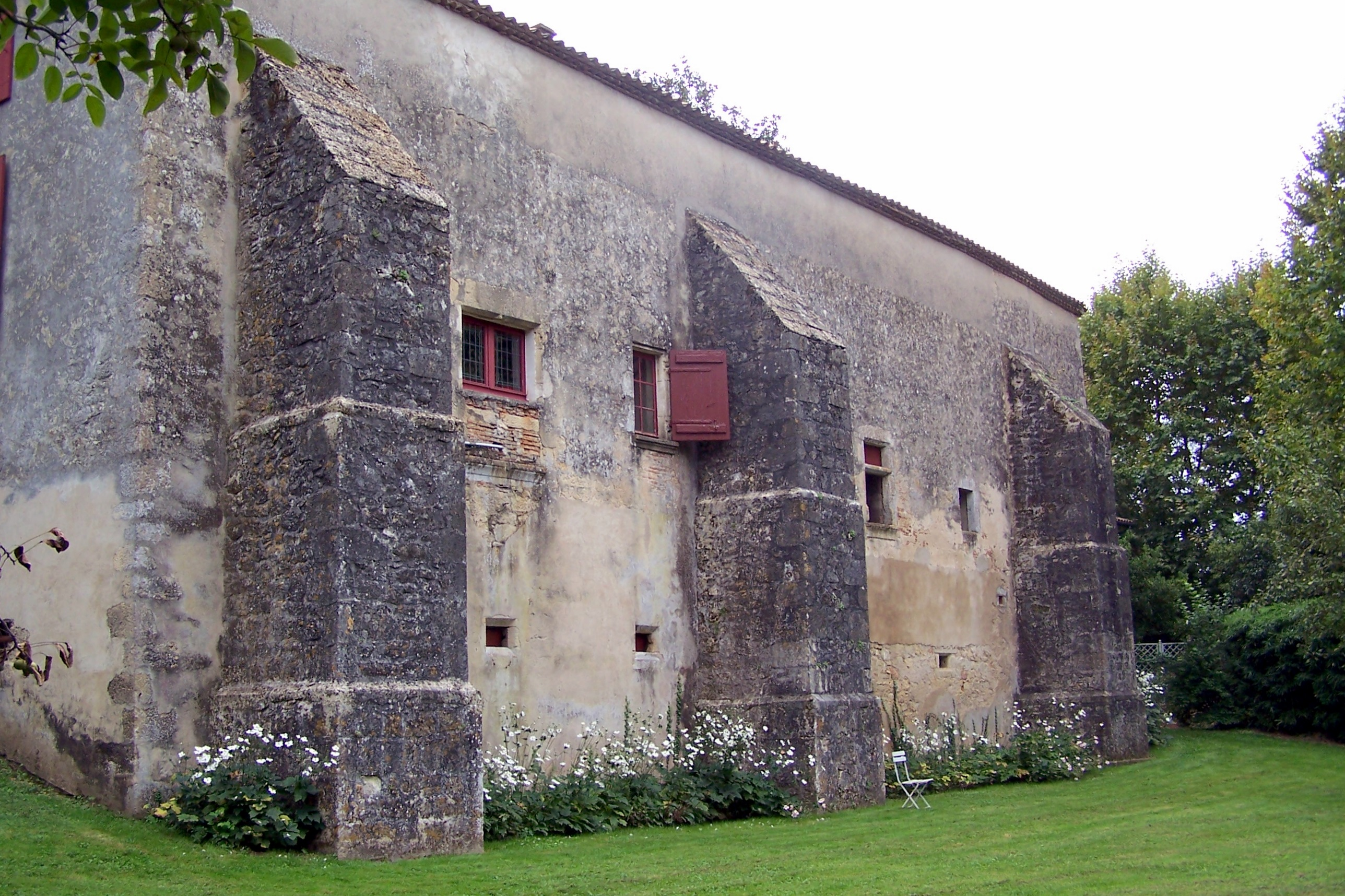
Sog. Haus mit Strebepfeilern in Pondaurat

Ein Strebepfeiler (früher auch Widerhalter) ist als Architekturelement eine pfeilerartige Mauerverdickung an denjenigen Stellen eines Gebäudes, die hohen baustatischen Druck- und Schubkräften – beispielsweise durch Gewölbe – ausgesetzt sind. Strebepfeiler sind nach außen vorspringend schräg gegen eine Mauer gestellt oder durch Abdachungen abgetreppt oder auch nach innen in das Gebäude eingezogen.
Bei einer Basilika kann der Strebepfeiler die Umfassungsmauer der Seitenschiffe überragen und zusammen mit einem Strebebogen als Strebewerk wirken, das den Gewölbeschub am Obergaden aufnimmt.
Werden im Festungsbau die Strebepfeiler regelmäßig angebracht, kann auf sie auch der Wehrgang aufgelegt werden. Strebepfeiler können auch zur Verstärkung anderer Mauern, etwa von Einfriedungsmauern, Hangmauern, Ufermauern und Staumauern dienen.

## Bilder

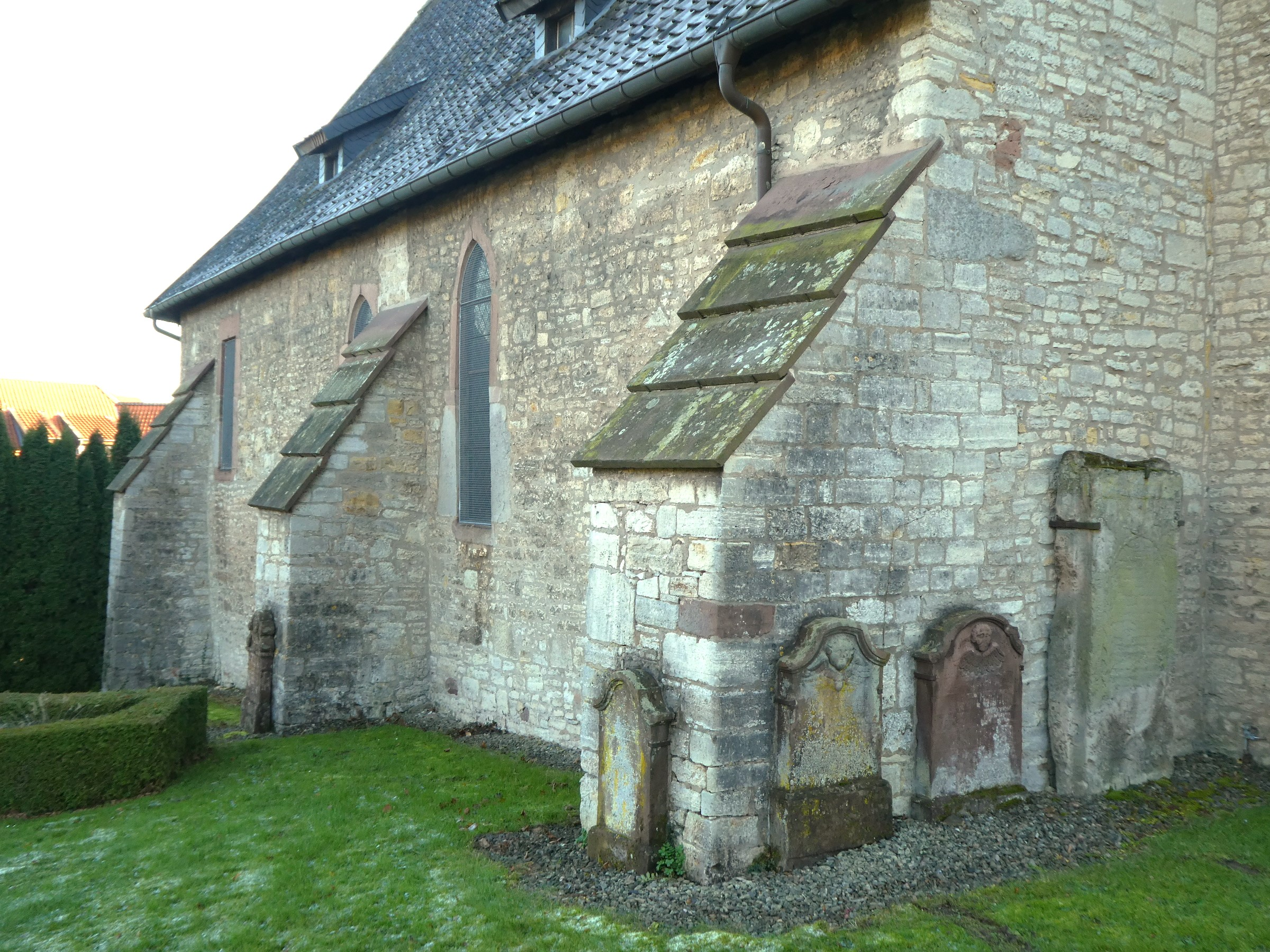
Strebepfeiler an einer Kirche (Georgskirche Bad Gandersheim)
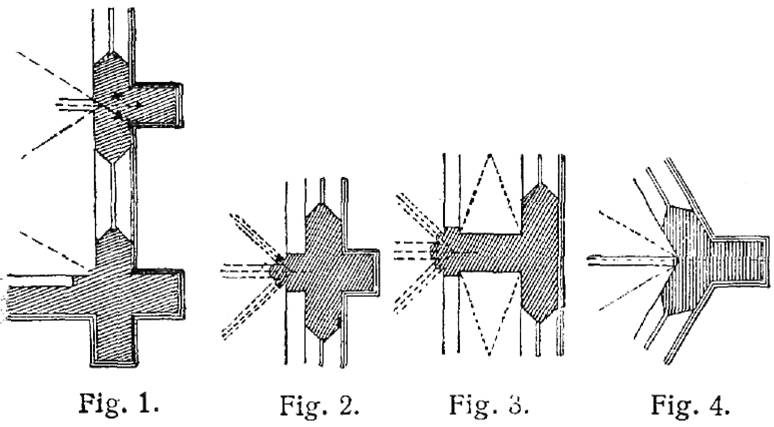
Grundrisstypen von Strebepfeilern bei Gewölbebauten. Fig. 1 = rechtwinklig außen ansetzend, Fig. 2 = rechtwinklig außen und innen ansetzend, Fig. 3 = eingezogen, Fig. 4 = schräggestellt an einem Polygon (Otto Lueger, 1910)
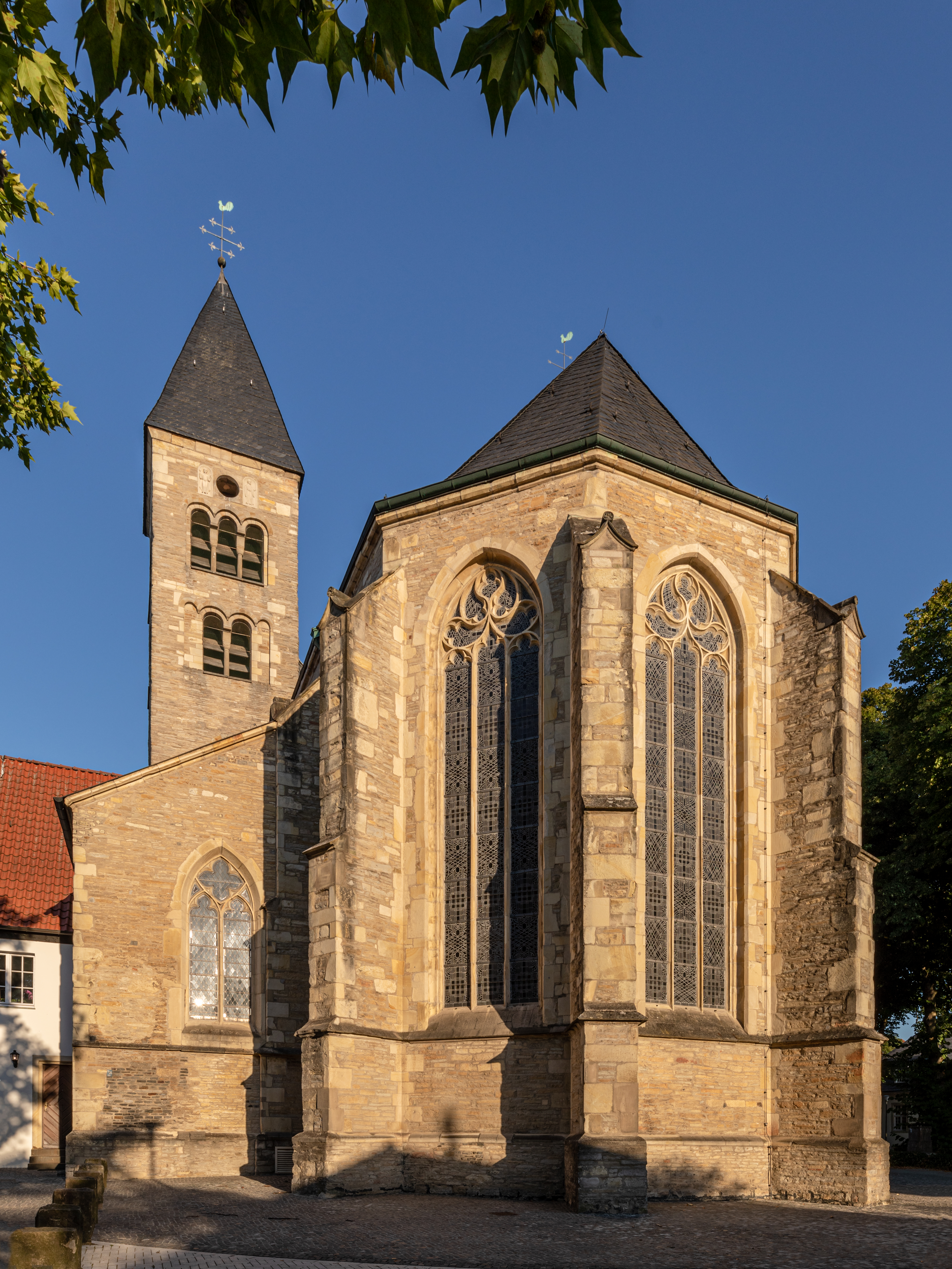
Schräggestellte Strebepfeiler an einem gotischen Chorpolygon (St. Mauritz-Kirche, Münster)
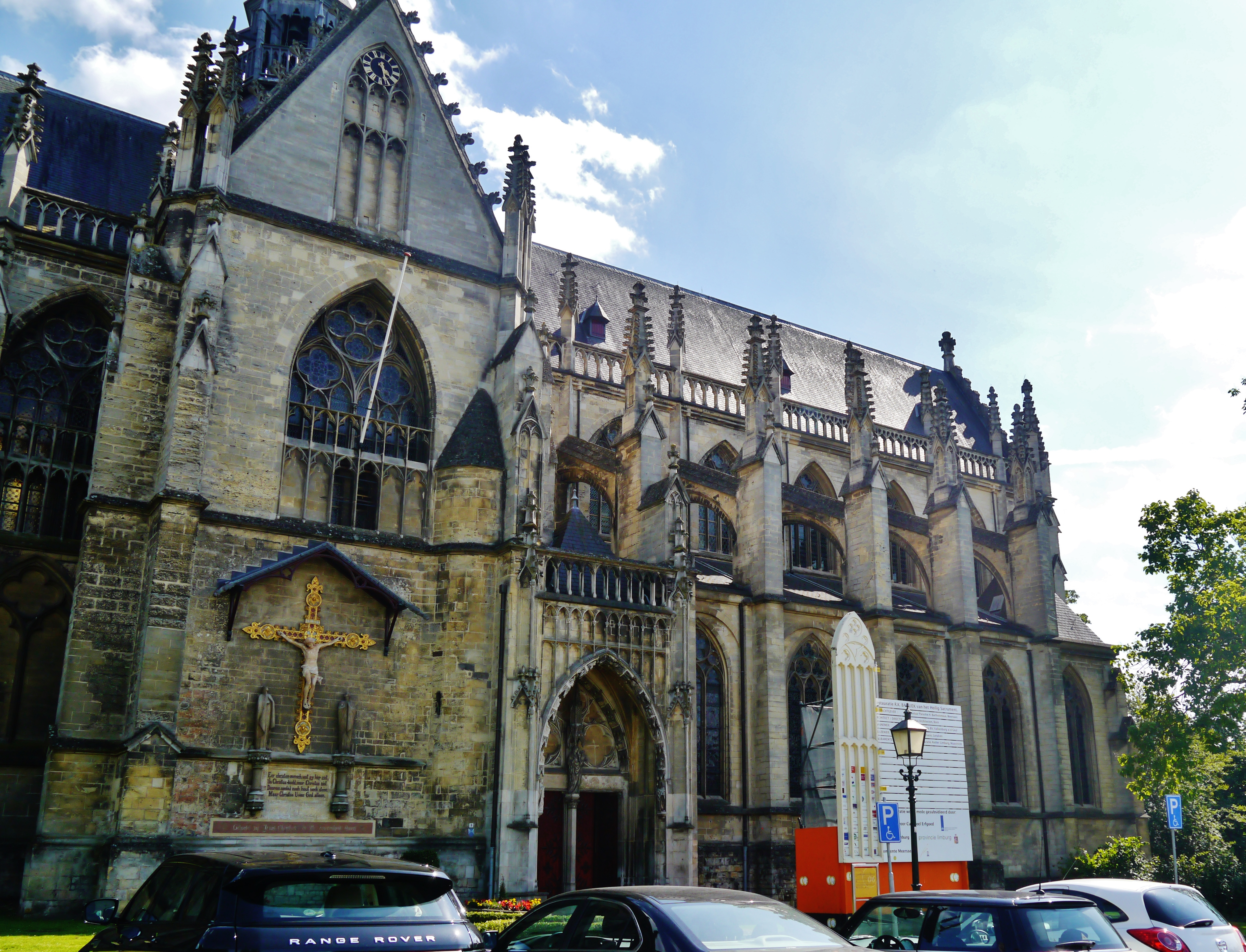
Strebepfeiler mit aufsitzenden Fialen am Strebwerk (Basilika von Meerssen)
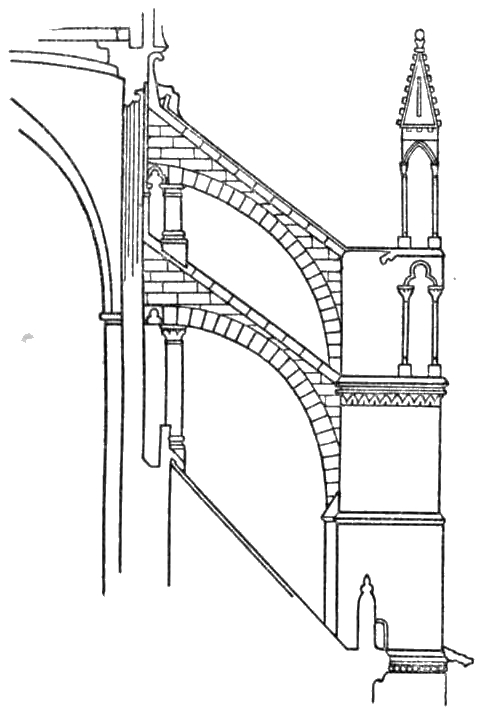
Strebepfeiler (rechts) nimmt Schubkräfte der Strebebögen auf und bildet ein Strebewerk.
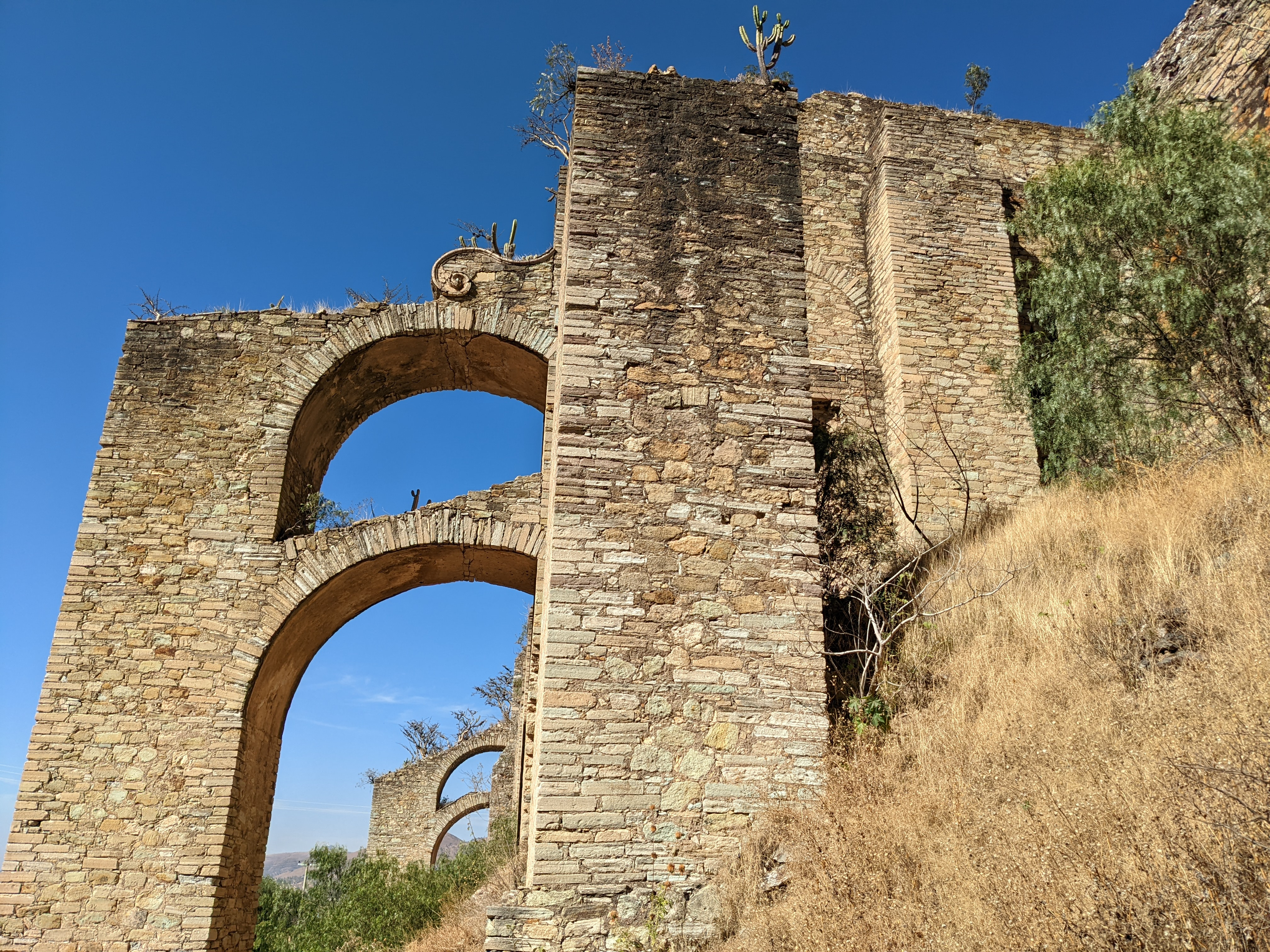
Links freier Strebepfeiler, rechts anstehende Strebepfeiler (La Mina de la Garrapata, Mexiko)
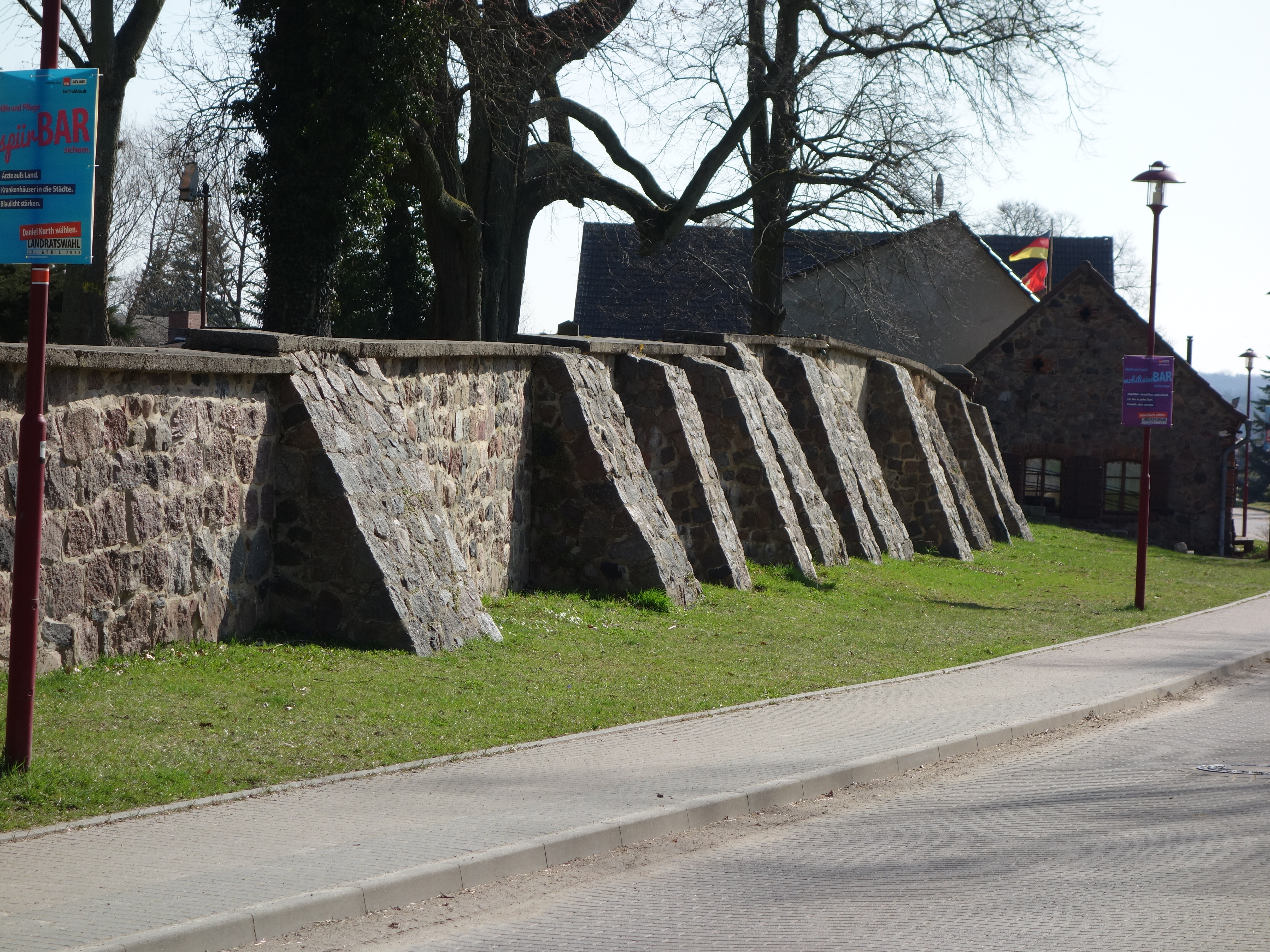
Strebepfeiler an einer Friedhofsmauer (Dorfkirche Golzow)
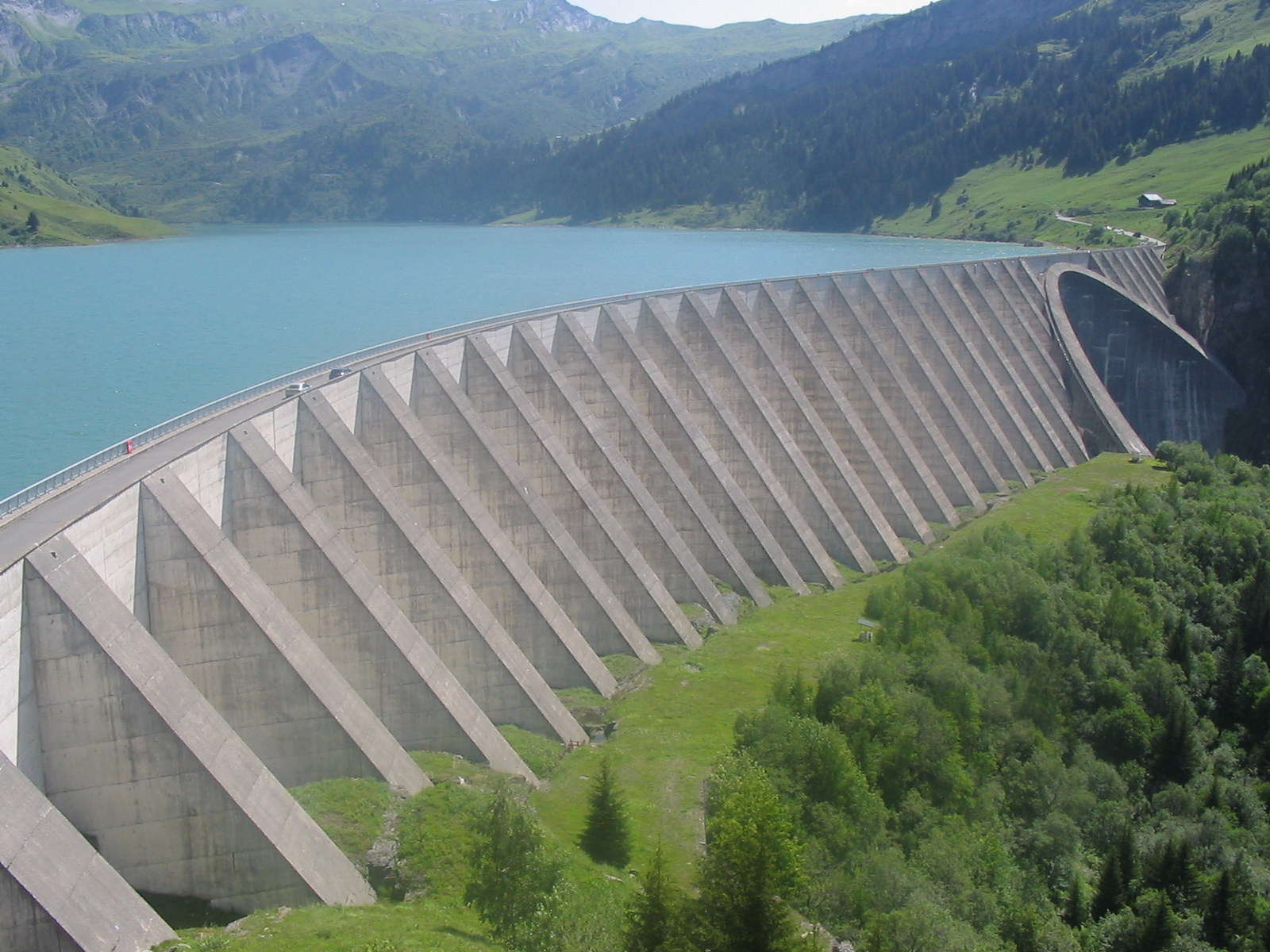
Strebepfeiler einer Pfeilerstaumauer (Roselend-Talsperre)